# Сатріано-ді-Луканія
Сатріано-ді-Луканія (італ. Satriano di Lucania) — муніципалітет в Італії, у регіоні Базиліката, провінція Потенца.
Сатріано-ді-Луканія розташоване на відстані близько 310 км на південний схід від Рима, 16 км на південний захід від Потенци.
Населення — 2394 особи (2014).
Щорічний фестиваль відбувається 16 травня, 16 серпня, 16 грудня. Покровитель — святий Рох.

## Демографія
Населення за роками:

Станом на 1 січня 2023 року в муніципалітеті офіційно проживало 115 іноземців з 20 країн, серед них 7 громадян країн Євросоюзу та 3 громадяни України.

## Сусідні муніципалітети
- Брієнца
- Сант'Анджело-Ле-Фратте
- Сассо-ді-Кастальда
- Савоя-ді-Луканія
- Тіто